# Hugo Albrecht

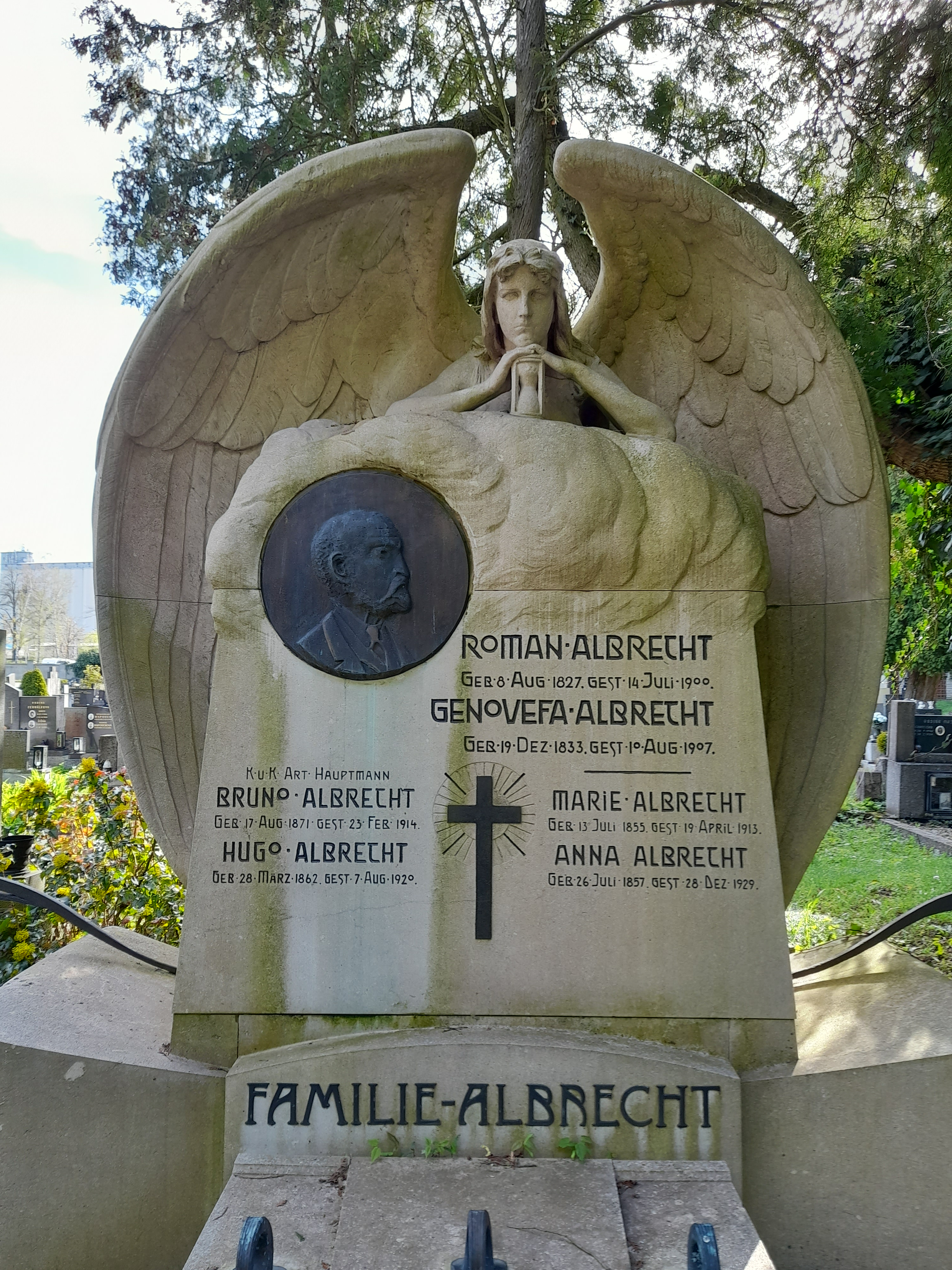
Hrob ve Svitavách

Hugo Albrecht (28. března 1862 Svitavy – 7. srpna 1920 Svitavy) byl rakouský a český podnikatel a politik německé národnosti z Moravy, na počátku 20. století poslanec Moravského zemského sněmu a Říšské rady.

## Biografie
Vychodil měšťanskou školu a obchodní akademii. Profesí byl podnikatelem, majitelem továrny na rukavice.Jeho továrna na rukavice a koženou konfekci ve Svitavách patřila počátkem 20. století k největším ve svém oboru v českých zemích. Založil ji jeho otec Roman Albrecht (roku 1830 jako jirchářskou dílnu, od roku 1849 již jako menší průmyslový podnik), ale právě za vedení Hugo Albrechta, který ji převzal roku 1887, firma prodělala největší rozmach. Nesla název Roman Albrecht und Sohn (zkráceně Ralson). Specializoval se hlavně na produkci leštěné kůže. V roce 1896 byla továrna vybavena prvním parním strojem. Když otec roku 1900 zemřel, stal se Hugo jediným majitelem podniku, jenž tehdy zaměstnával již přes 100 lidí. Proběhly další investice, do areálu byl zaveden elektrický proud. Na počátku století firma vyvážela do Velké Británie, Spojených států, Švédska a Švýcarska.
Zasedal v obecním zastupitelstvu ve Svitavách. Od roku 1896 byl členem městské rady. Prosazoval sociální a zdravotní investice. Angažoval se v sudetoněmeckých spolcích. Roku 1887 založil ve Svitavách místní pobočku německého spolku severní Moravy. Byl předsedou školské sekce německého národnostního ostrova Hřebečsko. Byl předsedou okresní nemocenské pokladny a místopředsedou Německo-moravského pěveckého spolku.
Od roku 1902 do roku 1913 zasedal také jako poslanec Moravského zemského sněmu. Nastoupil sem po zemských volbách roku 1902 za kurii městskou, obvod Moravská Třebová, Svitavy, Březová. Mandát na sněmu získal i ve volbách roku 1906, opět za kurii městskou, nyní za německý obvod Svitavy, Jevíčko, Boskovice, Blansko.
Na počátku 20. století se zapojil i do celostátní politiky. Ve volbách do Říšské rady roku 1901 byl zvolen do Říšské rady (celostátní zákonodárný sbor) za kurii městskou, obvod Moravská Třebová, Svitavy, Březová nad Svitavou atd. K roku 1901 se sám popisuje jako německý nacionál (Německá lidová strana). V Německé lidové straně působil dlouhodobě a byl jejím předním představitelem na Moravě. Uspěl i ve volbách do Říšské rady roku 1907, konaných poprvé podle všeobecného a rovného volebního práva. Byl zvolen za německý obvod Morava 7. Usedl do poslaneckého klubu Německý národní svaz (širší parlamentní platforma německo-rakouských nesocialistických politických stran). Za týž obvod byl zvolen i ve volbách do Říšské rady roku 1911, opět se připojil k poslanecké frakci Německý národní svaz. Ve vídeňském parlamentu setrval do zániku monarchie. K roku 1911 se profesně uvádí jako majitel továrny na rukavice.
Po válce zasedal v letech 1918–1919 jako poslanec Provizorního národního shromáždění Německého Rakouska (Provisorische Nationalversammlung). V roce 1918 se angažoval ve snahách Sudetských Němců o odtržení od českých zemí v rámci práva na sebeurčení. Byl předsedou Německé národní rady ve Svitavách.
Zemřel náhle na mrtvici (Schlaganfall) v srpnu 1920 a byl pohřben na svitavském městském hřbitově.
Po jeho smrti převzal vedení továrny v Svitavách syn Bruno Albrecht. Po rozmachu ve 20. letech firmu postihla hospodářská krize a roku 1930 vyhlásila úpadek.